# ایر کرواسی
ایر کرواسی (انگلیسی: Air Croatia) شرکت هواپیمایی کروات است، که در سال ۲۰۱۳ تأسیس شد.